# マルティン・クラウゼ
マルティン・クラウゼ（Martin Krause, 1853年6月17日 - 1918年8月2日）は、ドイツのピアニスト、ピアノ教師、音楽評論家、著作家。

## 来歴
ザクセン王国（現ザクセン州）ロプシュテットで聖歌隊指揮者・教会学校校長であった父ヨハン・カール・フリードリヒ・クラウゼの末子として生まれる。ボルナの教員養成学校で学んだ後、ライプツィヒ王立音楽学校に学び、フランツ・リストに師事する。後に彼自身もライプツィヒでピアノ教師、音楽評論家としての地位を確立した。1885年には同地でフランツ・リスト協会を創立。1900年よりドレスデン音楽院、1901年からミュンヘンの王立音楽学校、そして1904年からはベルリンのシュテルン音楽院で教授を務めた。門下生の一人クラウディオ・アラウによれば、クラウゼの印象は「凝結された体力」「ザクセン訛り」「ユーモア」「激しい気性」であったという。スペインかぜの犠牲となり、1918年8月2日に死去した。

## 著書
- Wagner-Kalender 1908 aus Anlass des 25. Todestages Richard Wagners.. Berlin-Charlottenburg: VIRGIL- Verlag. (1908)

## 門下生
- クラウディオ・アラウ (1903年 - 1991年)
- リジー・フィッシャー（英語版） (1900年 - 1999年)
- エトヴィン・フィッシャー (1886年 - 1960年)
- マヌエル・ポンセ (1882年 - 1948年)
- ハリー・パディコム（英語版） (1870年 - 1953年)
- ロジータ・レナルド（スペイン語版） (1894年 - 1949年)
- グレーテ・フォン・ツィーリッツ (1899年 - 2001年)